# Melecjusz IV Metaksakis
Melecjusz IV Metaksakis, gr. Μελέτιος Δ΄Μεταξάκης, Meletios IV Metaksakis (ur. 21 września 1871 w Parsas, zm. 28 lipca 1935) – patriarcha Konstantynopola od 25 listopada 1921 do 20 września 1923, patriarcha Aleksandrii od 20 maja 1926 do śmierci.

## Życiorys
Melecjusz urodził się 21 września 1871 we wsi Parsas na Krecie. W 1889 wstąpił do prawosławnego seminarium duchownego w Jerozolimie. W 1892 został mnichem z imieniem Melecjusz. W 1900 ukończył seminarium teologiczne w Jerozolimie i przez patriarchę jerozolimskiego Damiana został mianowany sekretarzem Świętego Synodu. W 1910 Melecjusz został wybrany metropolitą na Cyprze. Jeszcze w okresie przed I wojną światową rozpoczął rozmowy w Nowym Jorku z przedstawicielami Kościoła Episkopalnego Ameryki w sprawie zaktywizowania kontaktów między dwoma kościołami.
Po śmierci patriarchy Joachima III (12 listopada 1913) Melecjusz wysunął własną kandydaturę na stanowisko patriarchy Konstantynopola, jednak Święty Synod nie uwzględnił jej z przyczyn proceduralnych.
Jako metropolita Aten Melecjusz przybył wraz z grupą wiernych sobie duchownych do Anglii, gdzie prowadził rozmowy na temat odnowienia więzi Cerkwi prawosławnej z Kościołem anglikańskim. Pobyt Melecjusza w USA w 1920 r. dał impuls do organizowania lokalnej metropolii greckoprawosławnej. Decyzją Melecjusza już jako patriarchy została ona utworzona 17 maja 1922 w randze archidiecezji i wkrótce uznana przez władze stanu Nowy Jork. Nowa metropolia zachowywała pewną autonomię organizacyjną, lecz administracyjnie podległa była patriarsze w Konstantynopolu. Na jej czele stał arcybiskup oraz trzech biskupów, wyznaczanych przez Święty Synod.
Melecjusz został wybrany patriarchą ekumenicznym Konstantynopola 25 listopada 1921; był podówczas głową Kościoła prawosławnego w Ameryce. Jego intronizacja odbyła się dopiero 6 lutego 1922, po przybyciu do Konstantynopola. W czasie uroczystości intronizacyjnych Melecjusz wygłosił mowę programową, zawierającą bardzo ekumeniczne z ducha obietnice otwarcia się patriarchatu na kontakty z innymi wyznaniami chrześcijańskimi.
W 1922 Albańska Cerkiew Prawosławna jednostronnie ogłosiła autokefalię, nieuznaną przez Melecjusza. Samodzielność Cerkwi albańskiej zaakceptował dopiero w 1937 patriarcha Beniamin.
W 1923 Melecjusz zwołał do Konstantynopola kongres Kościołów prawosławnych, na którym zaproponowano szereg reform Kościoła prawosławnego. W kongresie, trwającym od 10 maja do 8 czerwca 1923 uczestniczyli przedstawiciele autokefalicznych cerkwi: greckiej, cypryjskiej, serbskiej i rumuńskiej. Swych delegatów nie wysłali (choć otrzymali zaproszenie) patriarchowie: jerozolimski, antiocheński i aleksandryjski, natomiast Cerkiew bułgarska przy wysyłaniu zaproszeń została pominięta.
Jedną z najważniejszych zmian była szeroko dyskutowana reforma kalendarza prawosławnego oraz propozycja przejścia na nowy kalendarz, nazwany nowojuliańskim. Zgodnie z propozycjami święta prawosławne miały być obchodzone częściowo zgodnie z kalendarzem gregoriańskim, częściowo zaś z uwzględnieniem lokalnych tradycji wschodnich.
Zmodyfikowany kalendarz nowojuliański został początkowo przyjęty przez patriarchat w Konstantynopolu, jak również przez Cerkwie: grecką, cypryjską i rumuńską. Patriarchaty wschodnie (aleksandryjski, antiocheński i jerozolimski), jak również klasztory na Górze Athos odrzuciły jednak propozycję reformy, pozostając przy dotychczasowym kalendarzu juliańskim. Nowy kalendarz napotkał sporo przeciwników oraz wywołał burzliwe dyskusje, w wyniku których dochodziło do zmiany w nastawieniu i w niektórych przypadkach akceptacji reform. Zmiana przyjmowana była jednak z dużymi oporami i wprowadzono ją tylko w niektórych Cerkwiach autokefalicznych, część z nich do dziś stosuje kalendarz starego stylu.
W późniejszym okresie nowy kalendarz zaakceptowały Patriarchaty: antiocheński i aleksandryjski, a także autokefaliczne Cerkwie: polska (obecnie jednak obowiązuje w niej kalendarz juliański) i bułgarska (dopiero w 1968), natomiast zmian nie przyjęły autokefaliczne Cerkwie: serbska, rosyjska, gruzińska, Patriarchat Jerozolimski i oraz klasztory na Górze Athos.
Na zainicjowanym przez Melecjusza IV kongresie prawosławnym w 1923 padły także propozycje innych, wręcz rewolucyjnych zmian, takich jak np. umożliwienie wyższemu duchowieństwu wstępowanie w związki małżeńskie, zezwolenie na kolejne małżeństwo dla kapłanów niższego szczebla, zniesienie stanu zakonnego i likwidacja klasztorów, likwidacja postów, zniesienie obowiązku noszenia wyróżniającego stroju przez duchowieństwo itp.
Od początku rządów Melecjusza na tronie patriarszym ciągnęły się skierowane pod jego adresem oskarżenia o niekanoniczność jego wyboru. Oskarżano go m.in. o przekupstwo i działanie na niekorzyść urzędu patriarchy. Szczególną niechęć wywołały jego próby wprowadzenia bardzo nowatorskich reform, co ściągnęło na niego gniew duchowieństwa oraz wiernych, przywiązanych do tradycji. 1 czerwca 1923 odbył się w Konstantynopolu mityng będący protestem przeciwko reformatorskiej działalności Melecjusza. Jego następstwem było dążenie do usunięcia patriarchy z tronu. 1 lipca pod pretekstem kłopotów zdrowotnych Melecjusz opuścił Konstantynopol, natomiast 20 września 1923 pod naciskiem rządu greckiego ustąpił z godności patriarchy ekumenicznego.
Niespełna trzy lata później, 20 maja 1926 Melecjusz został wybrany patriarchą Aleksandrii (jako Melecjusz II). Godność tę sprawował aż do śmierci, podejmując w międzyczasie szereg inicjatyw ekumenicznych. Prowadził m.in. kolejne rozmowy z przedstawicielami Kościoła anglikańskiego w sprawie zbliżenia obydwu wyznań.
Melecjusz zmarł 28 lipca 1935. Został pochowany w Kairze.

## Ocena działalności
Patriarcha ten jest oceniany bardzo różnie i najczęściej są to oceny skrajnie rozbieżne. Docenia się jego niektóre inicjatywy, jak np. podjęcie rozmów ekumenicznych z Kościołem anglikańskim, czy stworzenie nowej organizacji kościelnej w Stanach Zjednoczonych, a jednocześnie podkreśla, iż bardzo często działalność Melecjusza przynosiła więcej szkód, niż korzyści poprzez bardzo kontrowersyjne i niepopularne decyzje. Doszło nawet do tego, iż w wielu prawosławnych publikacjach, Melecjusz przedstawiany jest jako mason, choć bezpośrednich dowodów na przynależność patriarchy do loży masońskiej nie ma.